# Honduras ai Giochi olimpici
L'Honduras ha partecipato per la prima volta ai Giochi olimpici nel 1968.
Gli atleti honduregni non hanno mai vinto medaglie ai Giochi olimpici estivi, né a quelli invernali, la cui unica presenza risale a Albertville 1992.
Il Comitato Olimpico Honduregno venne creato e riconosciuto dal CIO nel 1956.

## Medaglieri

### Medaglie alle Olimpiadi estive
| Giochi                 | Oro                | Argento            | Bronzo             | Totale             |
| ---------------------- | ------------------ | ------------------ | ------------------ | ------------------ |
| Città del Messico 1968 | 0                  | 0                  | 0                  | 0                  |
| Monaco 1972            | non ha partecipato | non ha partecipato | non ha partecipato | non ha partecipato |
| Montreal 1976          | 0                  | 0                  | 0                  | 0                  |
| Mosca 1980             | non ha partecipato | non ha partecipato | non ha partecipato | non ha partecipato |
| Los Angeles 1984       | 0                  | 0                  | 0                  | 0                  |
| Seul 1988              | 0                  | 0                  | 0                  | 0                  |
| Barcellona 1992        | 0                  | 0                  | 0                  | 0                  |
| Atlanta 1996           | 0                  | 0                  | 0                  | 0                  |
| Sydney 2000            | 0                  | 0                  | 0                  | 0                  |
| Atene 2004             | 0                  | 0                  | 0                  | 0                  |
| Pechino 2008           | 0                  | 0                  | 0                  | 0                  |
| Londra 2012            | 0                  | 0                  | 0                  | 0                  |
| Rio de Janeiro 2016    | 0                  | 0                  | 0                  | 0                  |
| Tokyo 2020             | 0                  | 0                  | 0                  | 0                  |
| Parigi 2024            | 0                  | 0                  | 0                  | 0                  |
| Totale                 | 0                  | 0                  | 0                  | 0                  |

### Medaglie alle Olimpiadi invernali
| Giochi              | Oro              | Argento          | Bronzo           | Totale           |
| ------------------- | ---------------- | ---------------- | ---------------- | ---------------- |
| Albertville 1992    | 0                | 0                | 0                | 0                |
| Lillehammer 1994    | non partecipante | non partecipante | non partecipante | non partecipante |
| Nagano 1998         | non partecipante | non partecipante | non partecipante | non partecipante |
| Salt Lake City 2002 | non partecipante | non partecipante | non partecipante | non partecipante |
| Torino 2006         | non partecipante | non partecipante | non partecipante | non partecipante |
| Vancouver 2010      | non partecipante | non partecipante | non partecipante | non partecipante |
| Sochi 2014          | non partecipante | non partecipante | non partecipante | non partecipante |
| PyeongChang 2018    | non partecipante | non partecipante | non partecipante | non partecipante |
| Pechino 2022        | non partecipante | non partecipante | non partecipante | non partecipante |
| Totale              | 0                | 0                | 0                | 0                |